# Custóias, Leça do Balio e Guifões
Custóias, Leça do Balio e Guifões est une paroisse civile portugaise (en portugais : freguesia) de la municipalité de Matosinhos, dans le district de Porto.
Son nom officiel est União das freguesias de Custóias, Leça do Balio e Guifões. Elle est créée par la loi no 11-A/2013 du 28 janvier 2013 portant réorganisation administrative du territoire des freguesias, en fusionnant Custóias, Leça do Balio et Guifões. Son siège est à Custóias.
Lors du recensement de 2021, Custóias, Leça do Balio e Guifões compte 44 045 habitants.